# Godło Guamu

Godło Guamu

Pieczęć Terytorium Guam ma kształt pocisku do procy, używanego dawniej przez miejscowy lud Czamorro do polowania i walki. 
Pieczęć przedstawia ujście rzeki Hagåtña do zatoki Agana, po którym pływa guamska łódź - proa, na brzegu rośnie samotna palma. W oddali widnieje pasmo gór.
Pieczęć występuje w centralnej części flagi Guamu.